# Argument per moderació
Argument per moderació (llatí: argumentum ad temperantiam, també conegut com a terme mitjà, compromís fals, fal·làcia grisa i la fal·làcia al bell mig) és una fal·làcia lògica que afirma que un determinat compromís en mig de dues determinades posicions hauria de ser correcte.
Una persona demostrant la fal·làcia del fals compromís implica que les posicions sent considerades representen els extrems d'un continu d'opinions, i dits extrems són sempre equivocats, i el punt del mig és sempre correcte. Açò no és sempre el cas. De vegades només X o Y és acceptable, sense terme mitjà possible. A més a més, la fal·làcia del punt intermedi permet que qualsevol posició puga ser invalidada, fins i tot aquelles que s'han assolit per aplicacions anteriors del mateix mètode; tot el que u ha de fer és presentar una nova, posició oposada radicalment, i el compromís de la terra d'enmig es veurà obligat acostar-se a eixa posició. En política, això és part de la base darrere de la Teoria de la Finestra d'Overton.